# Nandina domestica
Bambou sacré, Bambou céleste, Bambou merveilleux
Genre
Espèce
Classification phylogénétique
Nandina domestica, le Bambou sacré, est une espèce de plantes à fleurs de la famille des Berberidaceae. C'est un arbuste originaire d'Asie. C'est la seule espèce actuellement acceptée dans le genre Nandina.
On l'appelle également « Bambou céleste », « Bambou merveilleux », « Bambou de la Félicité » ou « Nandine domestique ».
Ce sont des arbustes originaires d'Asie de l'Est, de l'Himalaya et du Japon. Le nom du genre vient du japonais nanten (南天) qui désigne ces plantes au Japon. L'appellation de « Bambou céleste » est un calque du nom chinois de la plante 天竹, tiān zhú. Malgré ce nom, elle n'a aucun rapport avec les bambous véritables.

## Description
Nandina domestica est une espèce d'arbustes à croissance lente mesurant jusqu'à 2 m de hauteur. A port érigé, elle est composée de nombreuses tiges non ramifiées émanant directement des racines, structure qui rappelle celle du bambou. L'écorce de son tronc prend rapidement un aspect âgé.
C'est une espèce généralement dioïque mais des plants hermaphrodites existent.

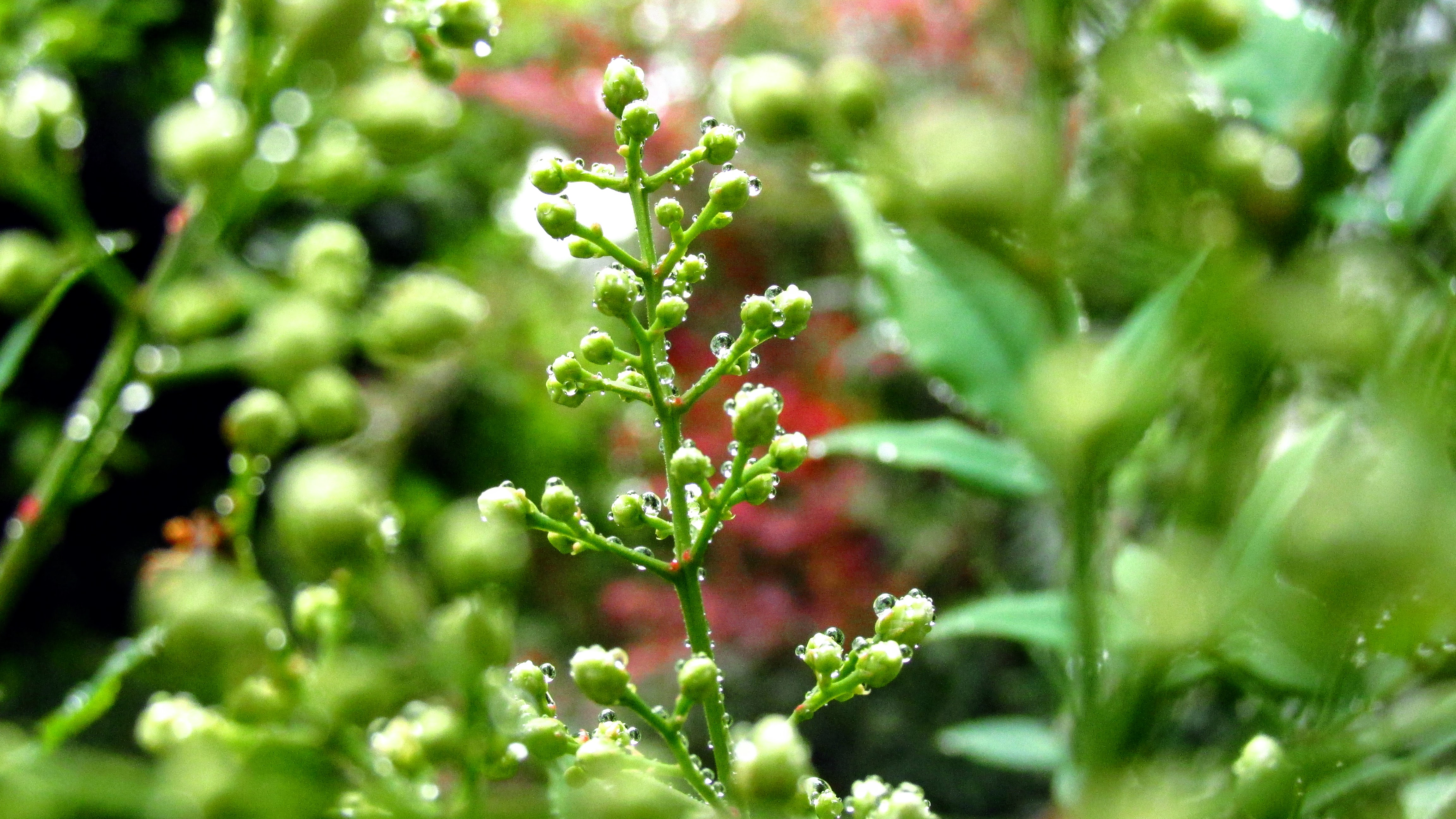
Les bourgeons de Nanten repoussent la pluie.

Les feuilles sont persistantes (parfois caduques dans les zones froides), 50-100 cm de long, bi à tri-pennées, avec des folioles de 4-11 cm de long et 1.5-3 cm de large. Au printemps, les jeunes feuilles sont de couleurs vives rose à rouge avant de virer au vert ; les vieilles feuilles deviennent rouges ou violet à nouveau avant de tomber.
Les fleurs sont de couleur blanche, elles apparaissent au début de l'été en grappes coniques au-dessus du feuillage.
Le fruit est une baie rouge vif de 5 à 10 mm de diamètre mature en fin d'automne et souvent persistante en hiver.

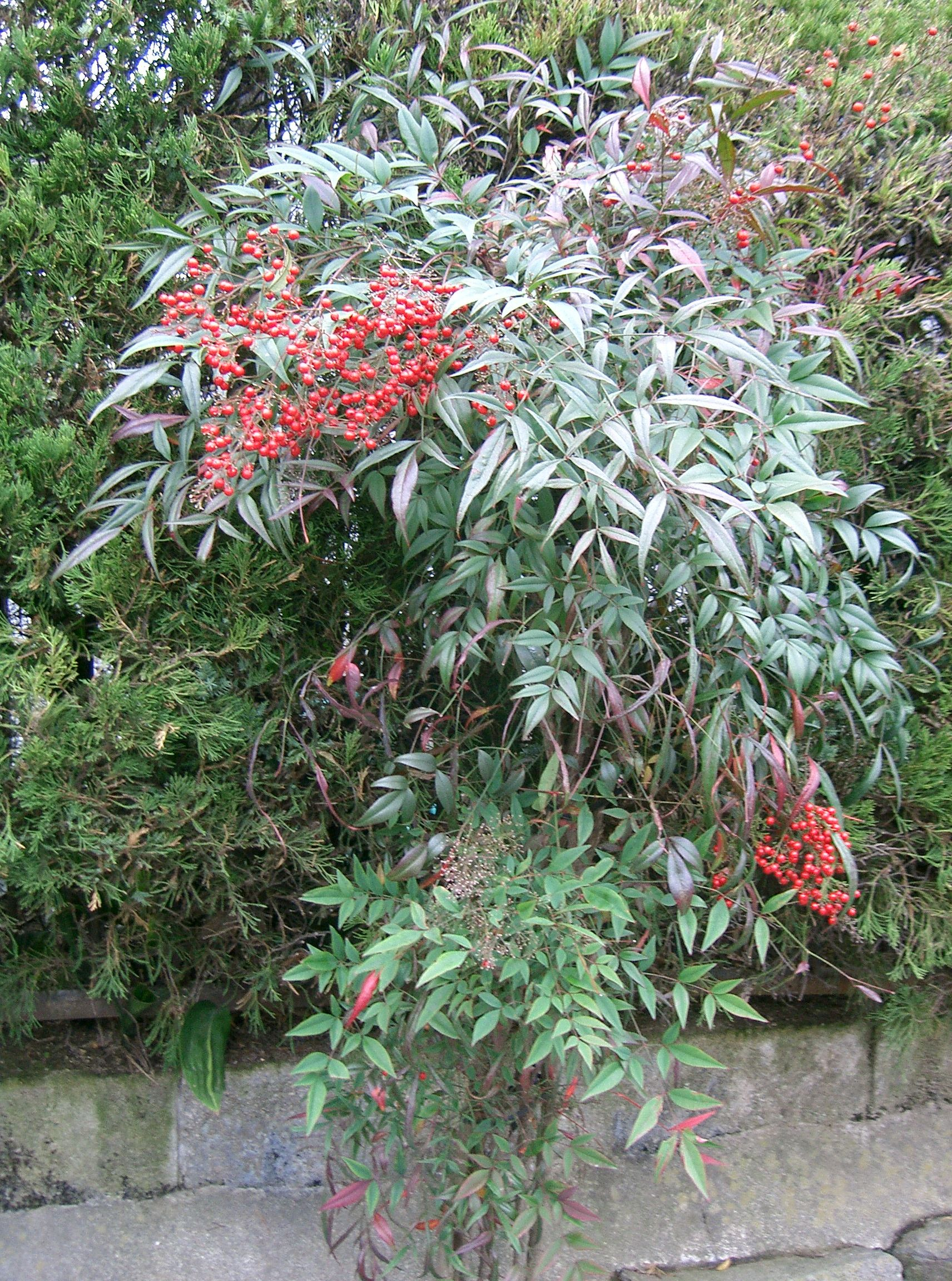
Port de la plante.
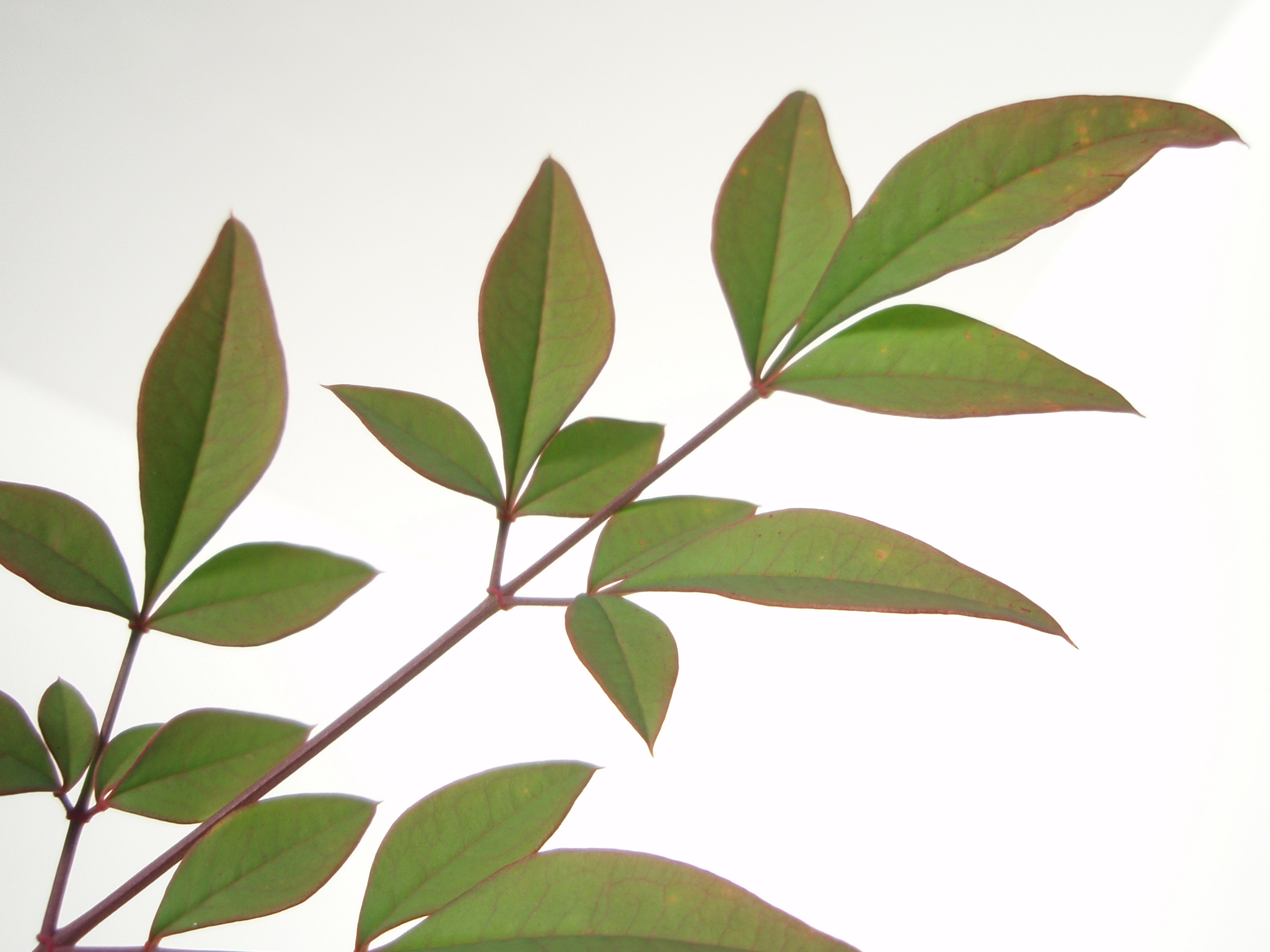
Feuillage classique.
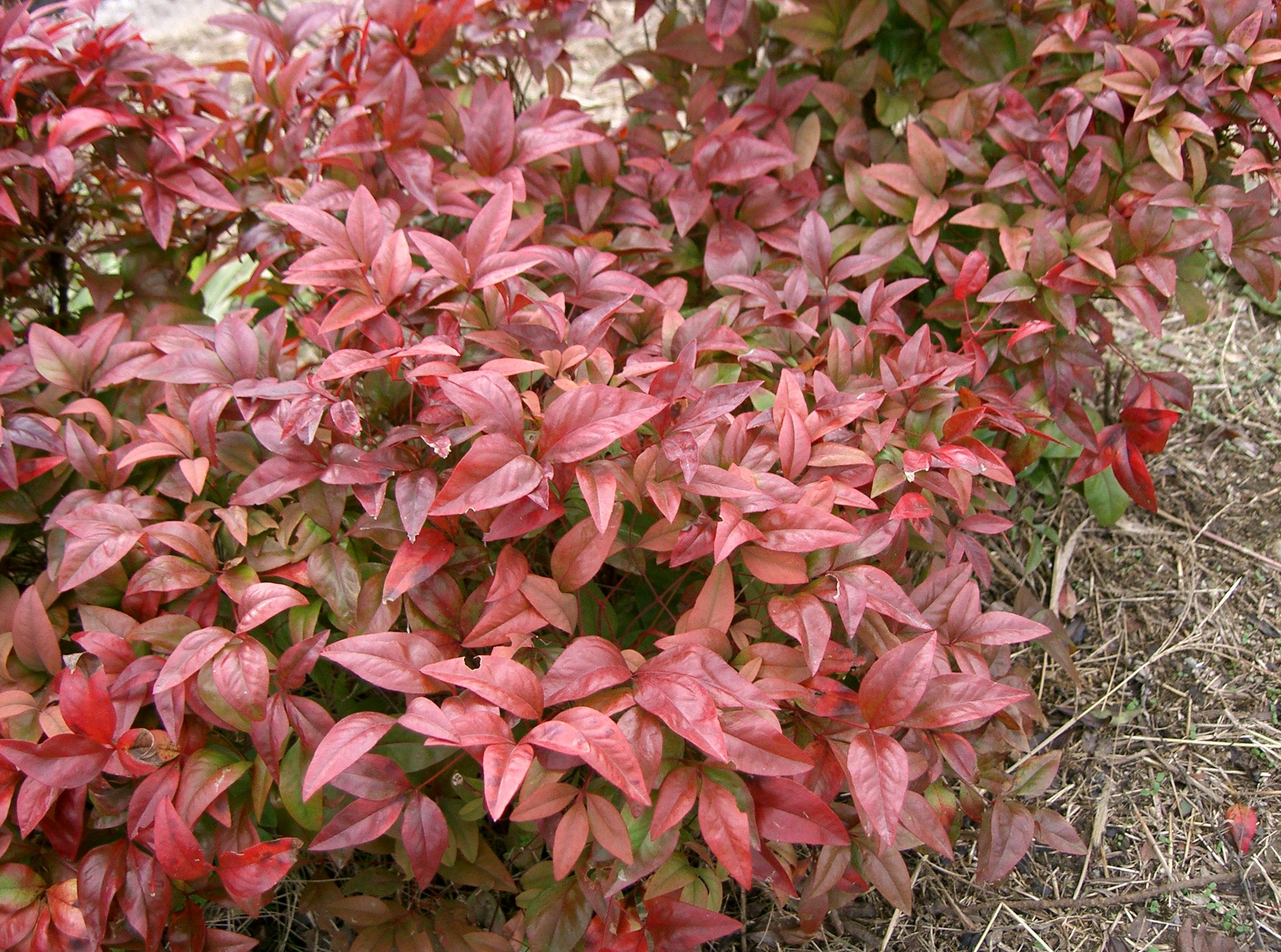
Variété à feuillage coloré.
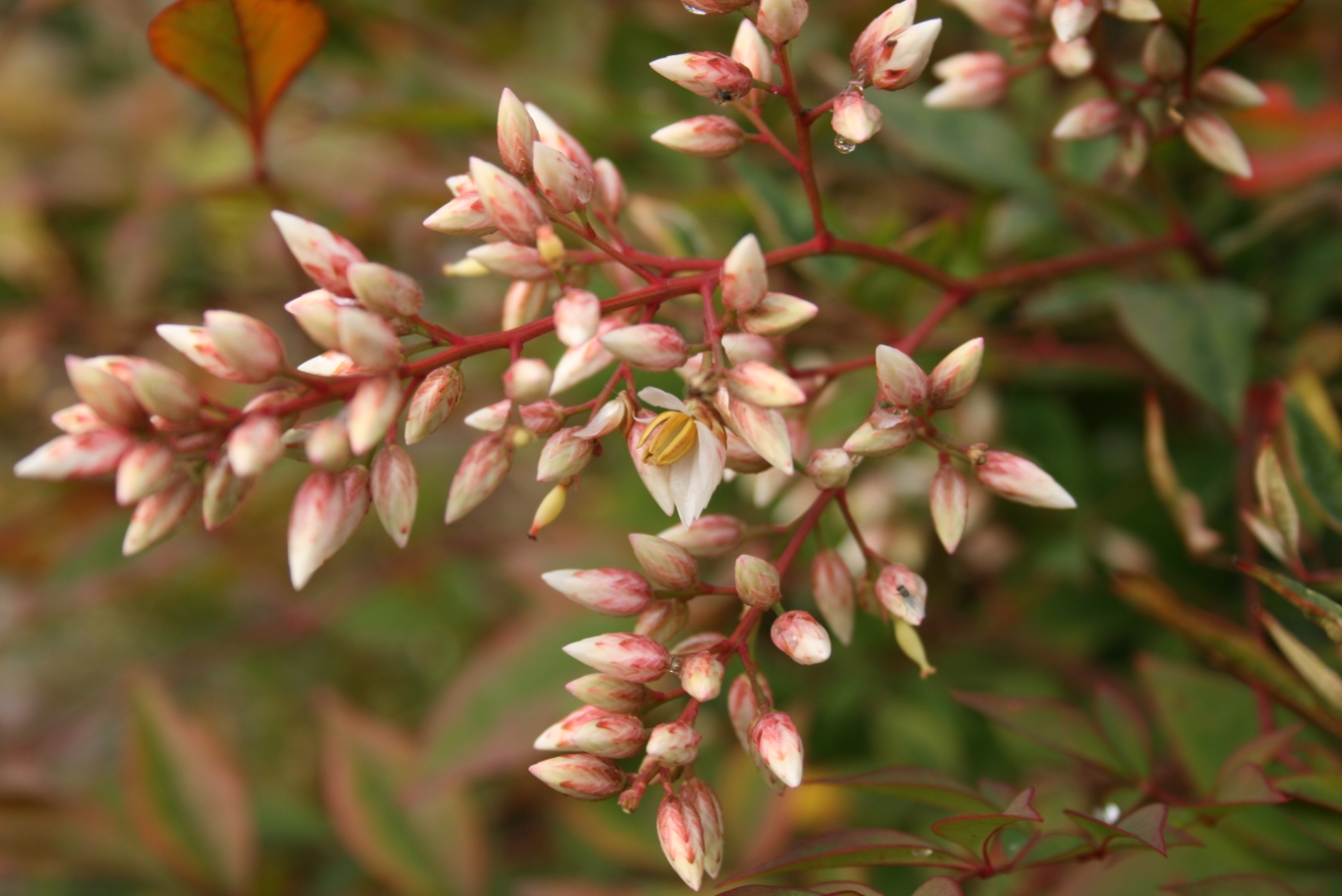
Inflorescence.
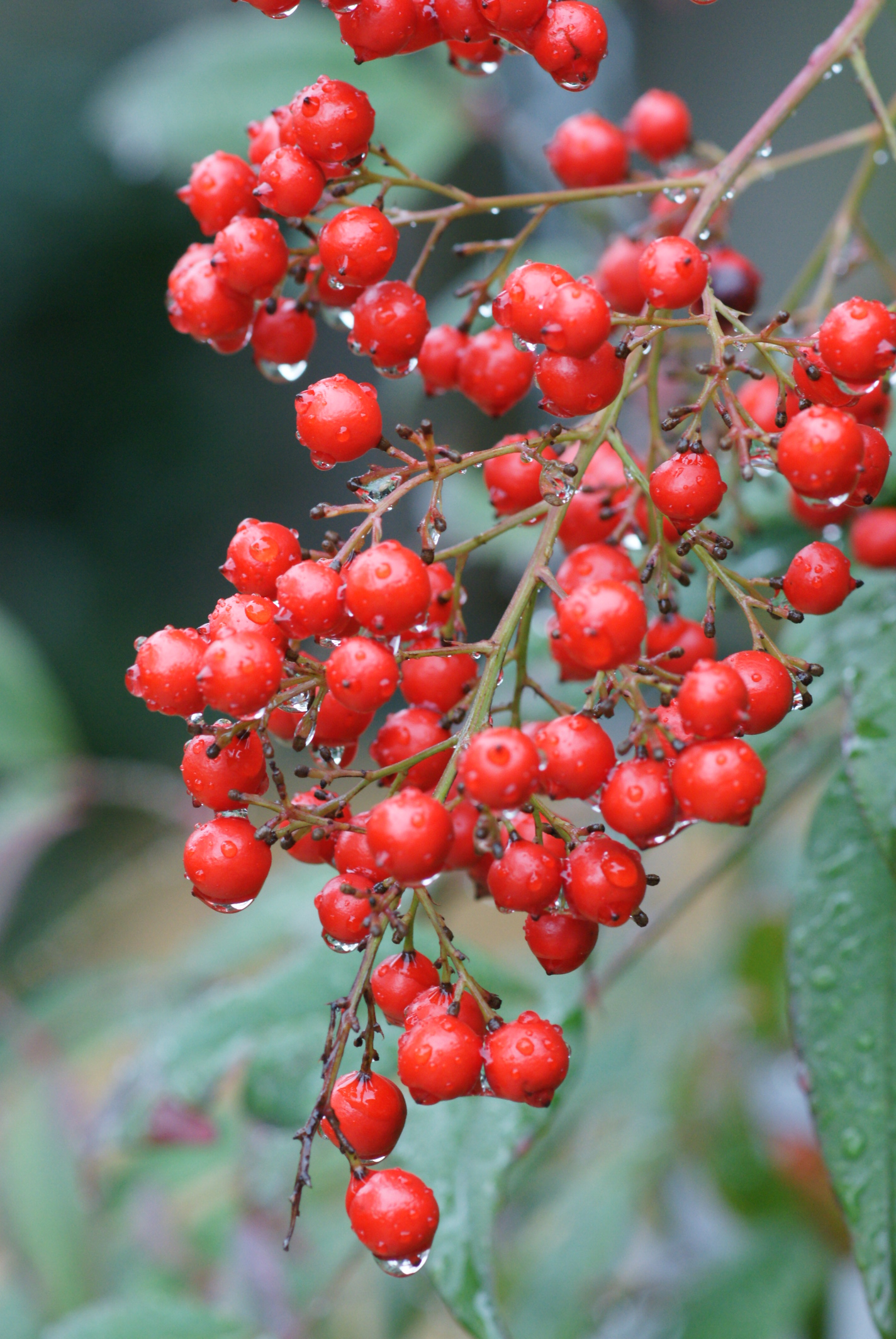
Baies.

Cette plante ornementale peut être confondue notamment avec un autre arbuste à baies rouges hivernales, le Baie corail (Ardisia crenata), mais l'examen attentif du feuillage et des fleurs permet aisément de différencier ces deux espèces.

## Culture
Elle est naturalisée dans certaines parties de l'Est de l'Amérique du Sud. Dans le Sud-Est des États-Unis, elle est considérée par beaucoup comme une espèce invasive.
Elle est rustique jusqu'à −15 °C  (Zone USDA 7). Elle apprécie un sol neutre à légèrement acide, une exposition lumineuse et supporte mal les emplacements venteux.
Elle peut être multipliée par semis, par bouturage ou par récupération des drageons.
Ces arbustes peuvent être sujets aux attaques de cochenilles, surtout en ville. Une virose (virus mosaïque) rend les folioles étroits et difformes.

## Utilisation
Le Bambou sacré est largement cultivé dans les jardins comme plante ornementale ou en bonsaï ; plus de 60 cultivars ont été nommés au Japon, où l'espèce est particulièrement populaire.
Le bois aromatique et à grain fin de cet arbuste servait à la fabrication des baguettes de table, en Chine et à la confection d'ikebana au Japon.
Aucune partie de la plante n'est comestible : les baies sont toxiques car elles contiennent un alcaloïde, la nandinine, et toutes les parties de la plante contiennent des hétérosides cyanogénétiques toxiques. Les oiseaux ne sont pas affectés, sauf en cas d'ingestion massive, et dispersent les graines par l'intermédiaire de leurs déjections.
Dans certains pays asiatiques, des vertus médicinales sont attribuées au nandina : en décoction les racines et les tiges seraient des sédatifs léger et seraient capables de faire tomber la fièvre ; d'apaiser la toux en cas de grippe, bronchite, coqueluche ; de tonifier l'estomac ; de diminuer la diarrhée après une indigestion ou une gastro-entérite ; de fortifier les muscles endoloris après une blessure. Toutefois des intoxications ont été rapportées à la suite d'une consommation trop importante.
Le Bambou sacré est le symbole de la purification chez les taoïstes qui le considèrent comme une plante sacrée et le plantent autour de leur temple.

### Nandina
- (en) Flora of North America : Nandina  (consulté le 27 mai 2016)
- (en) Catalogue of Life : Nandina Thunb. (consulté le 11 décembre 2020)
- (fr + en) ITIS : Nandina Thunb. (consulté le 27 mai 2016)
- (en) NCBI : Nandina (taxons inclus) (consulté le 27 mai 2016)
- (en) GRIN : genre Nandina Thunb. (+liste d'espèces contenant des synonymes) (consulté le 27 mai 2016)

### Nandina domestica
- (en) Flora of North America : Nandina domestica  (consulté le 27 mai 2016)
- (en) Catalogue of Life : Nandina domestica Thunb. (consulté le 17 décembre 2020)
- (fr + en) ITIS : Nandina domestica Thunb. (consulté le 27 mai 2016)
- (en) NCBI : Nandina domestica (taxons inclus) (consulté le 27 mai 2016)
- (en) GRIN : espèce Nandina domestica Thunb. (consulté le 27 mai 2016)